# Susanne Dreß
Susanne Dreß, geb. Bonhoeffer (* 22. August 1909 in Breslau; † 15. Januar 1991 in Berlin) war das achte Kind von Karl Bonhoeffer und Paula Bonhoeffer, geb. von Hase, und die jüngste Schwester des Theologen und Widerstandskämpfers Dietrich Bonhoeffer. Sie war als Pfarrfrau in der Bekennenden Kirche in Berlin engagiert und hat ihr Leben und das ihrer Familienangehörigen in einer umfangreichen Biographie dokumentiert.

## Leben und Wirken

### Kindheit und Jugend
Susanne Dreß wurde als achtes und letztes Kind von Paula und Karl Bonhoeffer in eine großbürgerliche Gelehrten-Familie in Breslau geboren. Sie hatte vier Brüder und drei Schwestern. Ihr Vater war Direktor der psychiatrischen Klinik an der Charité in Berlin; deshalb zog die Familie in die Hauptstadt des damaligen Kaiserreichs um, als Susanne drei Jahre alt war und bezog 1916 eine Villa in der „Professoren-Kolonie“ in Berlin-Grunewald. In den ersten drei Schuljahren erhielt sie (ebenso wie ihre älteren Geschwister) gemeinsam mit Freunden häuslichen Schulunterricht durch ihre Mutter, die über eine Ausbildung mit Lehrerinnen-Examen verfügte. Danach ging sie auf die Privatschule für höhere Töchter bei Adelheid Mommsen und später auf die Privatschule Wellmann. Ostern 1922 wurde sie in der öffentlichen Studienanstalt in der Bismarckstraße eingeschult; im Herbst 1922 wechselte sie an das benachbarte Lyzeum, das sie jedoch nur für ein halbes Jahr besuchte. Dem lebhaften, phantasievollen und eigenwilligen Kind fiel es schwer, sich in die Disziplin des schulischen Alltags einzuordnen; außerdem hatte sie (nach heutigen Begriffen) eine Legasthenie. Darüber hinaus war ihr Unterrichtsbesuch durch häufige Unfälle und Krankheiten recht unregelmäßig. So wechselte sie wieder zurück an die Privatschule Wellmann, wo sie Ostern 1925 mit der Mittleren Reife abschloss.
1925–1926 besuchte sie die einjährige Haushaltungsschule im Pestalozzi-Fröbel-Haus in Berlin, weil sie sich damals auf den Beruf als Lungenpflegerin zur Versorgung von Tuberkulose-Kranken vorbereitete. Diese entsagungsvolle Aufgabe hatte sie gewählt, nachdem sie am 20. März 1924 ein Bekehrungserlebnis gehabt hatte.
Weil sie ihre Berufsausbildung erst mit 18 Jahren beginnen konnte, lebte sie anschließend für ein Jahr als Haustochter bei ihren Eltern. Einen Tag nach ihrem 18. Geburtstag verlobte sie sich heimlich mit dem angehenden Pfarrer Walter Dreß, der ein Studienfreund von Susannes drei Jahre älterem Bruder, dem evangelischen Theologen Dietrich Bonhoeffer, war. Ihre Berufswünsche gab Susanne daraufhin auf.
Es folgte eine zweijährige Verlobungszeit, während der Walter Dreß seine Studien abschloss und sich an der Friedrich-Wilhelms-Universität in Berlin im Fach Kirchengeschichte habilitierte. Susanne Bonhoeffer betätigte sich in dieser Zeit als Säuglingspflege-Helferin im Städtischen Krankenhaus in Frankfurt an der Oder und besuchte Kurse in Schönschrift, Schreibmaschinenschreiben und Weißnähen in Berlin.

### Ehe und Familie
Am 14. November 1929 schlossen Susanne und Walter Dreß in Berlin die Ehe und bezogen ihre erste gemeinsame Wohnung in Berlin-Charlottenburg in der Dernburgstraße 50. Walter Dreß arbeitete damals als Privatdozent an der Berliner Universität. In den ersten Ehejahren erlitt Susanne Dreß mehrere Fehlgeburten und durchlebte längere Zeiten von Krankheit und Depression. Von Februar 1931 bis April 1932 hatte Walter Dreß eine Dozentur für Kirchengeschichte an der Luther-Akademie in Dorpat inne; deshalb verbrachte das junge Paar diese Zeit in Estland. Wegen Spannungen zwischen dem jungen baltischen Staat und der deutsch-baltischen Minderheit kam es zu einer Ausweisung als unerwünschte Ausländer, und das Ehepaar Dreß kehrte nach Berlin zurück, wo die beiden bis zu ihrem Lebensende wohnten.
1935 wurde nach einer komplizierten Schwangerschaft, die Susanne wegen unstillbaren Erbrechens (Hyperemesis gravidarum) weitgehend im Liegen verbringen musste, der Sohn Michael geboren (er wurde später Pianist und starb 1975 in London); 1938 folgte nach einer ebenso schwierigen Schwangerschaft der zweite Sohn Andreas (der als Mathematik-Professor in Bielefeld lehrte; oft auch Andreas Dress geschrieben). 1945 war sie nach einer unerwarteten Schwangerschaft und erzwungenen Abtreibung monatelang lebensgefährlich erkrankt.
Walter Dreß wurde nach der Rückkehr aus dem Baltikum zunächst wieder Privatdozent in Berlin; wegen seiner Tätigkeit für die Bekennende Kirche wurde ihm 1935 sein Stipendium und 1936 die venia legendi entzogen. Die Familie lebte im Prettauer Pfad 8 von seiner Vertretungs-Pfarrstelle in Berlin-Lichterfelde, die er 1937 jedoch ebenfalls verlor. Seit dem 1. August 1938 hatte Walter Dreß die Vertretung der Pfarrstelle des inhaftierten Martin Niemöller in der Kirchengemeinde Berlin-Dahlem inne, die ein Zentrum des kirchlichen Widerstands gegen die Nationalsozialisten war. Die Familie wohnte seitdem in der Helfferichstraße 18 in Dahlem und war in der Gemeindearbeit und im Kirchenkampf engagiert. Die Geschwister von Susanne Dreß waren gemeinsam mit ihren Ehepartnern und Kindern ebenso wie die Eltern Karl und Paula Bonhoeffer dem Nazi-Regime gegenüber kritisch eingestellt, sodass die Familie Bonhoeffer einen geschützten Raum bildete, wo Informationen ausgetauscht werden konnten und Zusammenhalt für Aktivitäten des Widerstands geboten wurde.
Susannes Schwester Christine von Dohnanyi wurde gemeinsam mit ihrem Mann Hans von Dohnanyi und Dietrich Bonhoeffer am 5. April 1943 verhaftet. Am 1. Oktober 1944 wurde der Bruder Klaus Bonhoeffer inhaftiert; bald darauf kam auch Susannes Schwager Rüdiger Schleicher ins Gefängnis. Susanne kümmerte sich mit ihrer Schwester Ursula und den Eltern um die gefangenen Familienmitglieder und versuchte, ihre Haft nach Möglichkeit zu erleichtern. Während Christine von Dohnanyi nach mehreren Wochen Haft wieder frei gelassen worden ist, wurden die vier inhaftierten Brüder bzw. Schwäger von Susanne Dreß am 23. April sowie am 9. April 1945, kurz vor dem Zusammenbruch des Dritten Reichs, hingerichtet.
Walter Dreß konnte seine Einberufung zum Kriegsdienst aufgrund gesundheitlicher Beeinträchtigungen mithilfe der Beziehungen von Susannes Familie mehrmals abwenden. Im Sommer 1943 wurde die Wohnung von Familie Dreß durch einen Bombenangriff schwer beschädigt; die beiden Söhne wurden daraufhin gemeinsam mit anderen Familienmitgliedern in das Feriendomizil der Bonhoeffers in Friedrichsbrunn im Harz evakuiert. Am 10. Februar 1944 wurde die Wohnung durch einen erneuten Bombenangriff unbewohnbar; der Familie wurden zwei Zimmer in der Pücklerstraße 24 zugewiesen. Ab November 1944 holte Susanne ihre beiden Söhne in die schwer umkämpfte Reichshauptstadt zurück, weil sie wollte, dass die Familie in dieser schweren Zeit zusammen blieb.
Nach dem Einmarsch der Russen suchte Familie Dreß vorübergehende Unterkunft an verschiedenen Orten, bis sie in Dahlem in das Haus Im Gehege 16 einziehen konnte. Ab 1958 bezog sie das ehemalige Pfarrhaus von Martin Niemöller in der Pacelli-Allee 16. Dort begann Susanne Dreß mit der Niederschrift ihrer Lebenserinnerungen. Ab 1959 begann sie, Vorträge über das Engagement ihrer Familie im Dritten Reich zu halten – eine Tätigkeit, die sich ausweitete, als das öffentliche Interesse an Dietrich Bonhoeffer und dem NS-Widerstand zunahm. Walter Dreß nahm seit 1946 einen Lehrauftrag für Kirchengeschichte an der Humboldt-Universität in Berlin-Ost wahr. Nach dem Mauerbau 1961 erhielt er schließlich eine Professur an der Kirchlichen Hochschule in Westberlin, und das Ehepaar zog 1965 nach Berlin-Steglitz in eine Wohnung Am Asternplatz 4 um.
Am 6. Februar 1979 starb ihr Mann; Susanne Dreß siedelte daraufhin in das Altenheim Lutherstift in Berlin-Steglitz über, wo sie die schriftstellerische Arbeit an ihrer Autobiographie wieder aufnahm und vollendete. Sie starb dort am 15. Januar 1991 und wurde auf dem Waldfriedhof Zehlendorf begraben. Das für sie und ihren Mann vorgesehene Grab auf dem Friedhof der Sankt Annen-Kirche in ihrer langjährigen Kirchengemeinde Berlin-Dahlem hatte sie für Rudi Dutschke freigegeben.

### Kirchliche Arbeit
Im Jahr 1925, als sich Dietrich Bonhoeffer im dritten Semester seines Theologie-Studiums befand, sammelte er erste praktische Erfahrungen in seiner Grunewalder Kirchengemeinde und baute dort mit großem Erfolg eine Kindergottesdienst-Arbeit auf; Dreß unterstützte ihn auf seine Bitte hin dabei als Helferin. 1932, nach der Rückkehr aus Dorpat, ließ sich Dreß von ihrem Gemeindepfarrer in Berlin-Lichterfelde zur Mitarbeit für Besuchsdienste, Frauenkreise und andere Aufgaben gewinnen – auch deshalb, weil sie aufgrund ihrer ungewollten Kinderlosigkeit nach einer Aufgabe suchte. Als ihr Mann 1938 die Vertretungspfarrstelle in Berlin-Dahlem übernahm, führte sie das Leben einer äußerst aktiven Familien- und Pfarrfrau. Es scheint so, als habe sie die Aufgaben ihres Mannes (der wesentlich ruhiger und mehr der theologischen Wissenschaft zugeneigt war) weitgehend übernommen. Sie engagierte sich in der Frauenhilfe, im Kirchenchor und bei Gemeindefesten, hielt Kindergottesdienste, leitete verschiedene Kinder- und Mädchenkreise, führte Sommerfreizeiten durch, übernahm zeitweise den Religionsunterricht in der Schule, rief einen Mütterkreis bzw. Pädagogischen Arbeitskreis sowie einen Lesekreis ins Leben und kümmerte sich um den Gemeindekindergarten. Ab 1945, als das Gemeindeleben nach dem Zusammenbruch des Dritten Reiches wieder neu aufgebaut wurde, erfuhr sie Unterstützung durch die Gemeindehelferin Anneliese Schwarz, mit der sie eine Art Seelenverwandtschaft und langjährige Freundschaft verband und die später bei der Familie einzog. Vor allem aber lag Dreß der Aufbau des „Dahlemer Hilfswerks“ am Herzen, einer Wohltätigkeitseinrichtung für mittellose Heimkehrer und Flüchtlinge aus den Ostgebieten, die sie bereits im Mai 1945 ins Leben rief. Eine große Menge an Kleidung und Hausrat wurde hier über Jahre hinweg gesammelt, repariert und an Bedürftige verteilt. Darüber hinaus engagierte sie sich in Berlin für die Wiedereinführung des Weltgebetstags der Frauen.
Obwohl sie mit ihrer Familie zu den Opfern des Nationalsozialismus gehörte, setzte sich Dreß in ihrem Umfeld für die Rehabilitierung von Tätern und Mitläufern des Nazi-Regimes ein. So beschäftigte sie etwa ehemalige Parteigenossen im Dahlemer Hilfswerk, um ihnen eine Möglichkeit der praktischen Wiedergutmachung zu eröffnen. An Silvester 1945 schrieb sie in ihr Tagebuch:

„Dass dieser Druck von uns genommen wurde, ist fast unfassbar. Der ganze Hass, den man jahrelang (noch längst ehe sie dran waren) gegen diese Verbrecher und Irren trug, den man geschürt hat, wo man konnte – er ist nun gegenstandslos geworden. Jetzt noch zu hassen wäre Leichenschändung. Mitleid zu haben wäre sentimental. Strafe für die Schuldigen; Ausrottung von denen, die noch gefährlich sind, die immer noch nicht begreifen wollen und aus ihrer bornierten Haltung nicht herausfinden – aber Frieden und Liebe allen, die guten Willens sind. Dass die PG-Hetze ebenso unwürdig ist wie alle anderen Verfolgungen, die Menschen anderen Menschen antun, ist die Meinung aller wahren ‚Opfer des Faschismus‘ und ‚Antifaschisten‘, die ich kenne. Möge das neue Jahr da neue Einsichten bringen.“

Susanne Dreß wandte sich ebenfalls gegen die Selbstgerechtigkeit der Bekennenden Kirche, die aus der Auseinandersetzung mit den Deutschen Christen scheinbar siegreich hervorgegangen war.

## Schriften
- Aus dem Leben der Familie Bonhoeffer. Die Aufzeichnungen von Dietrich Bonhoeffers jüngster Schwester Susanne Dreß. Herausgegeben, eingeleitet und kommentiert von Jutta Koslowski. Gütersloher Verlagshaus, Gütersloh 2018, ISBN 978-3-579-07152-7.
- Pit und der Zauberer. Eine zauberhafte Geschichte von Dietrich Bonhoeffers jüngster Schwester Susanne Dreß (Illustrationen von Friederike Rave). Herausgegeben von Jutta Koslowski. Präsenz Verlag, Bad Camberg 2022, ISBN 978-3-985-49006-6.